# La Polla
La Polla è una punk rock band (nota anche come La Polla Records) proveniente dalla Spagna.

## Storia
il gruppo La Polla Records nacque nel 1979 a Salvatierra, nella provincia di Álava; la sua formazione originaria comprendeva Evaristo (voce), Fernandito (batteria), Maleguin (basso), Txarly (chitarra solista) e Sume (chitarra ritmica). Il nome del gruppo è controverso e particolare perché in Spagna "polla" significa pene. Secondo Evaristo (citazione non confermata): 
Iniziarono suonando nei garage e nei bar, la loro prima esibizione fu nel bar del loro paese, ma già nel 1983 produssero per la casa discografica indipendente "Oihuka" il loro primo album, "¿Y ahora qué?", che conteneva solo quattro canzoni.
Nel 1984 invece pubblicarono un album completo contenente 19 canzoni, intitolato "Salve". I testi di quest'album contengono forti critiche contro il fascismo, il capitalismo, l'alienazione, la moda e altri elementi della società, secondo uno stile che li caratterizzò per tutta la loro carriera.
Negli anni seguenti escono Revolución (a questo periodo risale il primo cambio al basso perché Maleguin viene sostituito da Abel, cugino di Fernandito), "No somos nada", "Donde se Habla", "En Directo" (concerto live nel paese di Lakuntza), "Ellos dicen mierda nosotros amén", "Los jubilados", "Barman", "Negro" e "Hoy es el futuro".

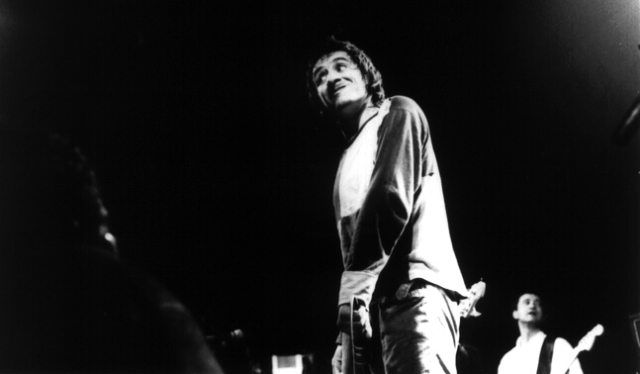
Evaristo

Nel 1991 un tribunale proibì il nome del gruppo a causa di un contenzioso con un vecchio tecnico del suono che era stato allontanato, però il gruppo ignorò la sentenza e pubblicò l'album "Bajo presión" (sotto pressione), un titolo significativo della situazione che stavano attraversando. Alla fine nel 1996 cambiarono nome eliminando la parola "records" nel cd "Carne para la picadora".
In Seguito esce un altro cd live "La Polla Enturecto", con una raccolta di vecchi brani. Nel 1999 celebrano i 20 anni di carriera con l'album "Toda la puta vida igual", seguito dall'album "Bocas", e Txarly abbandona il gruppo venendo sostituito da Jokin degli M.C.D.
Nel 2002, il gruppo continuava a suonare dal vivo e in studio, ma il 22 settembre muore Fernandito (batterista) a causa di un attacco cardiaco; tutti i concerti e i tour vennero cancellati. Dopo la scomparsa di Fernandito pubblicano un album dal titolo chiaro: "El último (el) de la Polla", terminando così 23 anni di carriera.
Evaristo ha pubblicato un libro, intitolato "Por los hijos lo que sea", nel quale racconta storie e aneddoti che riguardano gli stessi argomenti dei suoi testi, continuando ugualmente la sua carriera musicale con gruppi come The Kagas, The Meas e attualmente con i Gatillazo.
Il gruppo non amava né le promozioni né i video, per questo realizzarono pochi clip nella loro lunga carriera.
Insieme ad altri gruppi della epoca immediatamente post-franchista, come i Kortatu e gli Eskorbuto sono parte della corrente del "rock radicale basco" e considerati fra i padri dell'attuale movimento punk spagnolo.

## Membri originali
- Evaristo - voce (1979-2003)
- Abel - basso (1985-2003)
- Fernando - batteria (1979-2002)
- Txarly - chitarra (1979-2000)
- Sume - chitarra (1979-2003)

## Ultima formazione
- Evaristo - voce (1979-2003). In seguito membro di The Kagas, The Meas e Gatillazo
- Abel - basso (1985-2003)
- Tripi - batteria (2002-2003). In seguito membro di Gatillazo.
- Txiki - chitarra (2002-2003). In seguito membro di Gatillazo.
- Sume - chitarra (1979-2003). In seguito membro di A Falta de Riesgo.

### Altri membri
- Maleguin - basso (1979-1985)
- Jokin - chitarra (2000-2002). Entra con il cd "Bocas" del 2001, dopo l'uscita di Txarly. Ex-chitarrista di M.D.C., e posteriormente dei Motorsex.
- Txarly - chitarra (1979-2000). Da "Y ahora que?" nel 1983 fino a "Toda la puta vida igual" nel 1999. Lasciò il gruppo in seguito a un incidente all'udito.

## Discografia

### Album
- Banco Vaticano (Demo) - 1981
- Y ahora qué? (EP) - 1983
- Salve - 1984
- Revolución - 1985
- No Somos Nada - 1987
- Donde Se Habla - 1988
- En Directo (Live) - 1988
- Ellos Dicen Mierda, Nosotros Amén - 1990
- Los Jubilados - 1990
- Barman (EP) - 1991
- Negro - 1992
- Hoy es el Futuro - 1993
- Bajo Presión - 1994
- Carne Para la Picadora - 1996
- En Turecto (Live) - 1998
- Toda La Puta Vida Igual - 1999
- Bocas - 2001
- El Último (el) de La Polla - 2003
- Vamos Entrando (Live) - 2004 (registrato al Festival Viña Rock del 2003)

### DVD
- Vamos Entrando, 2004, Festival Viña Rock 2003. Villarrobledo, Albacete.

### Raccolte
- Volumen 1
- Volumen 2
- Volumen 3
- Volumen 4
- 14 Años de La Polla

### Altri
- Tributo a La Polla: 29 cover di canzoni de La Polla Records registrate da gruppi differenti.